# Magical DoReMi
Ojamajo Doremi (яп. おジャ魔女どれみ, одзямадзьо доремі, також Magical DoReMi, «Невезуча відьма ДоРеМі») — тривалий аніме-серіал в жанрі махо-сьодзьо, спочатку транслювався в 1999—2000 роках. Складається загалом з 214 серій: чотирьох серіалів, двох повнометражних анімаційних фільмів, манґи і побічного аніме, показаного в 2004 році на телемережі SKY PerfecTV!.
Слово «Одзямадзьо» (яп. おジャ魔女) у назві Ojamajo Doremi є складною і, за винятком основного сенсу, незрозумілою (для іноземців), семантичною грою слів та букв.  Одзяма  (お 邪魔, «перешкода») і  мадзьо  (яп. 魔女, «відьма»), незвично злиті в одне слово, причому частина слова (дзя), записана ієрогліфом. Ojamajo Doremi оповідає про пригоди дівчаток, учениць початкової школи, які стають підмайстрами відьом.

## Сюжет
Восьмирічна Доремі Харукадзе (яп. 春風 どれみ, Harukaze Doremi) мріє навчитися магії, яка, як вона вважає, вирішить всі проблеми дівчинки і допоможе зізнатися у кохані хлопчикові. Одного разу Доремі заходить в магазин чарівних товарів і правильно вгадує, що власниця магазину є відьмою. Власниця магазину бере Доремі в учениці. Щоб стати офіційною відьмою, дівчинці доведеться здати дев'ять магічних іспитів, водночас вона повинна приховувати свої магічні здібності.

## Персонажі
- Доремі Харукадзе (яп. 春風 どれみ, Harukaze Doremi) (Рожевий)
- Хазукі Фудзівара (яп. 藤原 はずき, Fujiwara Hazuki) (Помаранчевий)
- Айко Сіно (яп. 瀬尾 あいこ, Senō Aiko) (Блакитний)
- Онпу Сегава (яп. 瀬川 おんぷ, Segawa Onpu) (Пурпуровий)
- Момоко Аска (яп. 飛鳥 ももこ, Asuka Momoko) (Жовтий)
- Хана Макіхатаяма (яп. 巻機山 花, Makihatayama Hana) (Білий і Жовтий)
- Поп Харукадзе (яп. 春風 ぽっぷ, Harukaze Pop) (Червоний)